# Carl Eduard Rotwitt

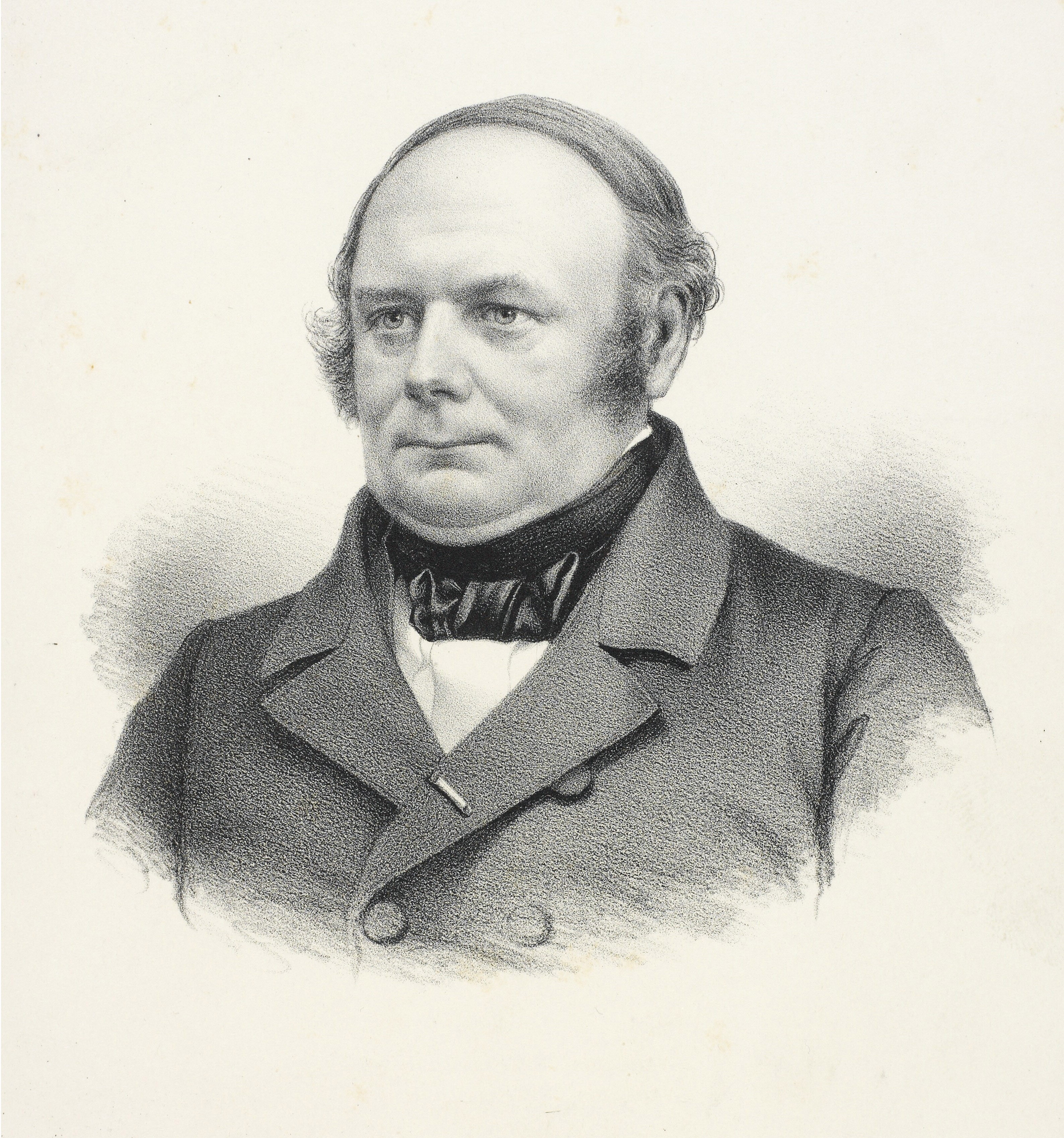
Carl Eduard Rotwitt

Carl Eduard Rotwitt (* 12. März 1812 in Hillerød; † 8. Februar 1860 in Kopenhagen) war ein dänischer Politiker und Konseilspräsident.

## Leben
Rotwitt absolvierte zunächst ein Studium der Rechtswissenschaften, das er 1834 mit dem Staatsexamen abschloss. Anschließend war er als Rechtsanwalt tätig. 1842 erfolgte seine Zulassung zum Anwalt am Obersten Gericht.
Rotwitt begann seine politische Laufbahn 1849 mit der Wahl zum Abgeordneten der zweiten Reichstagskammer Folketing, wo er sich der 1846 gegründeten Gesellschaft der Bauernfreunde (Bondevennernes Selskab) anschloss. Am 13. Juni 1853 wurde er zum Präsidenten der Kammer gewählt und übte dieses Amt bis zum 2. Dezember 1859 aus.
1855 wurde er zusätzlich Amtsvorsteher des Amtes Frederiksborg, in dem auch Schloss Frederiksborg lag, die bevorzugte Residenz von König Friedrich VII. und der Gräfin Danner.
Nach dem Rücktritt von Regierungschef Carl Christian Hall wurde Rotwitt von Friedrich VII. am 2. Dezember 1859 zum Konseilspräsidenten ernannt. Zugleich übernahm er das Justizministerium. Er verstarb im Amt an einem plötzlichen Schlaganfall. Mit dem Ende seines Kabinetts endete auch der Einfluss der Gräfin Danner auf die dänische Kabinettspolitik.